# José Carlos Bauer
José Carlos Bauer, během své hráčské kariéry známý především jako Bauer (21. listopad 1925, São Paulo – 4. únor 2007, São Paulo), byl brazilský fotbalista. Hrával na pozici záložníka.
S brazilskou reprezentací získal stříbrnou medaili na mistrovství světa roku 1950. Na tomto šampionátu byl federací FIFA zařazen i do all-stars týmu. Hrál též na mistrovství světa ve Švýcarsku roku 1954 a vyhrál mistrovství Jižní Ameriky roku 1949. Celkem za národní tým odehrál 26 utkání.